# 정자 영
정자 영(鄭子 嬰, ? ~ 기원전 680년, 재위 기원전 693년 ~ 기원전 680년)은 중국 춘추 시대 정나라의 제8대 임금으로, 휘는 영(嬰) 혹은 의(儀)이며, 시호는 없다. 사서에서 자의(子儀) 혹은 정자(鄭子)라고 한다. 정 장공의 아들이며, 정 소공, 정 여공, 정자 미의 아우다. 재위 14년 만에 정 여공에게 투항한 부하에게 암살당했다.

## 사적
진나라에 있었다가, 기원전 694년, 정자 미가 제 양공에게 살해당하자 채중에게 옹립되어 정나라 임금이 되었다. 《사기》에서는 고거미(高渠彌)도 함께 정자 영을 옹립했다고 하나, 《춘추좌씨전》에 따르면 제 양공이 고거미를 차열했다고 하여 서로 다르다.
정자 영 3년(기원전 691년), 노 환공이 활(滑)에 주둔하여 함께 기나라를 돕자고 했으나, 아직도 약(櫟)에 있는 정 여공 때문에 사절했다.
정자 영 4년(기원전 690년), 제 양공, 진 선공과 회합했다.
정자 영 12년(기원전 682년), 자신을 옹립한 채중이 죽었다.
정자 영 14년(기원전 680년), 정 여공이 본국으로 쳐들어와 수장 부하(傅瑕)가 대릉(大陵)에서 사로잡혔다. 부하는 여공에게 자신을 살려주면 임금으로 들이겠다고 하고, 풀려나 6월 갑자일에 정자 영과 두 아들을 죽이고 여공을 복위시켰다. 《사기》와 《좌전》에서는 이 기사 뒤에, 6년 전에 정나라 도성에서 문 안의 뱀이 문 밖의 뱀과 싸우다 죽은 사건을 붙여두고 있다.